# Montenegro de Cameros
Montenegro de Cameros es un municipio y localidad española de la provincia de Soria, comunidad autónoma de Castilla y León. Pertenece a la comarca de Cameros, y en concreto a la subcomarca del Camero Nuevo. Su partido judicial es el de Soria.Cuenta con una población de 45 habitantes (INE 2024).
En la organización jerárquica de la Iglesia católica, forma parte de la diócesis de Osma-Soria, la cual —a su vez— es sufragánea de la archidiócesis de Burgos.

## Geografía

Término municipal.

Está situado al pie del puerto de Santa Inés (1758 m), en la vertiente del Ebro, que lo separara del resto de la provincia. Es la única localidad camerana que no pertenece a la comunidad de La Rioja; por cuestiones administrativas y políticas forma parte de la provincia de Soria.

### Medio ambiente
En su término e incluidos en la Red Natura 2000 los siguientes lugares:
- Lugar de importancia comunitaria conocido como Sierra de Urbión y Sierra de Cebollera ocupando 5516 hectáreas, el 99% de su término.[1]

- Zona de especial protección para las aves conocida como Sierra de Urbión ocupando 5523 hectáreas, la totalidad de su término.[2]

## Historia
A la caída del Antiguo Régimen la localidad se constituye en municipio constitucional en la región de Castilla la Vieja, partido judicial de Soria que en el censo de 1842 contaba con 150 hogares y 532 vecinos. 
De este municipio procedía parte de la familia López de Tejada, que eran ganaderos trashumantes que terminaron instalándose a principios del siglo XIX en las tierras extremeñas a las cuales llevaban sus ovejas merinas anualmente, concretamente en los municipios de Brozas y Navas del Madroño, donde alcanzaron una importante posición social y económica. 

## Demografía
Cuenta con una población de 45 habitantes (INE 2024).
| Gráfica de evolución demográfica de Montenegro de Cameros entre 1842 y 2021                                           |
| |
| Población de derecho según los censos de población del INE. Población de hecho según los censos de población del INE. |

## Patrimonio

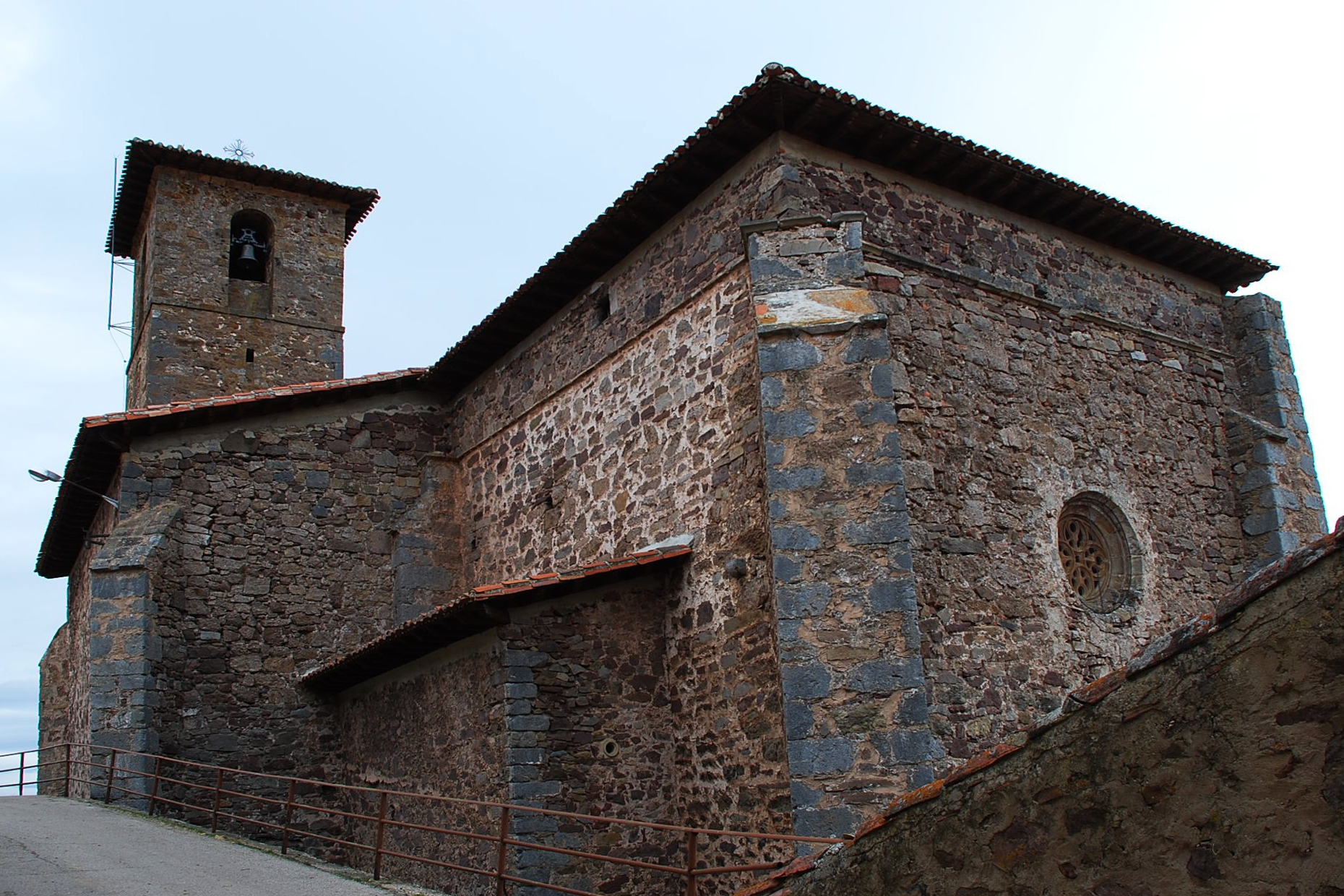
Iglesia de Montenegro de Cameros

- Iglesia parroquial. El retablo de su iglesia parroquial católica tiene pinturas atribuidas a Alonso de Sedano.[5]

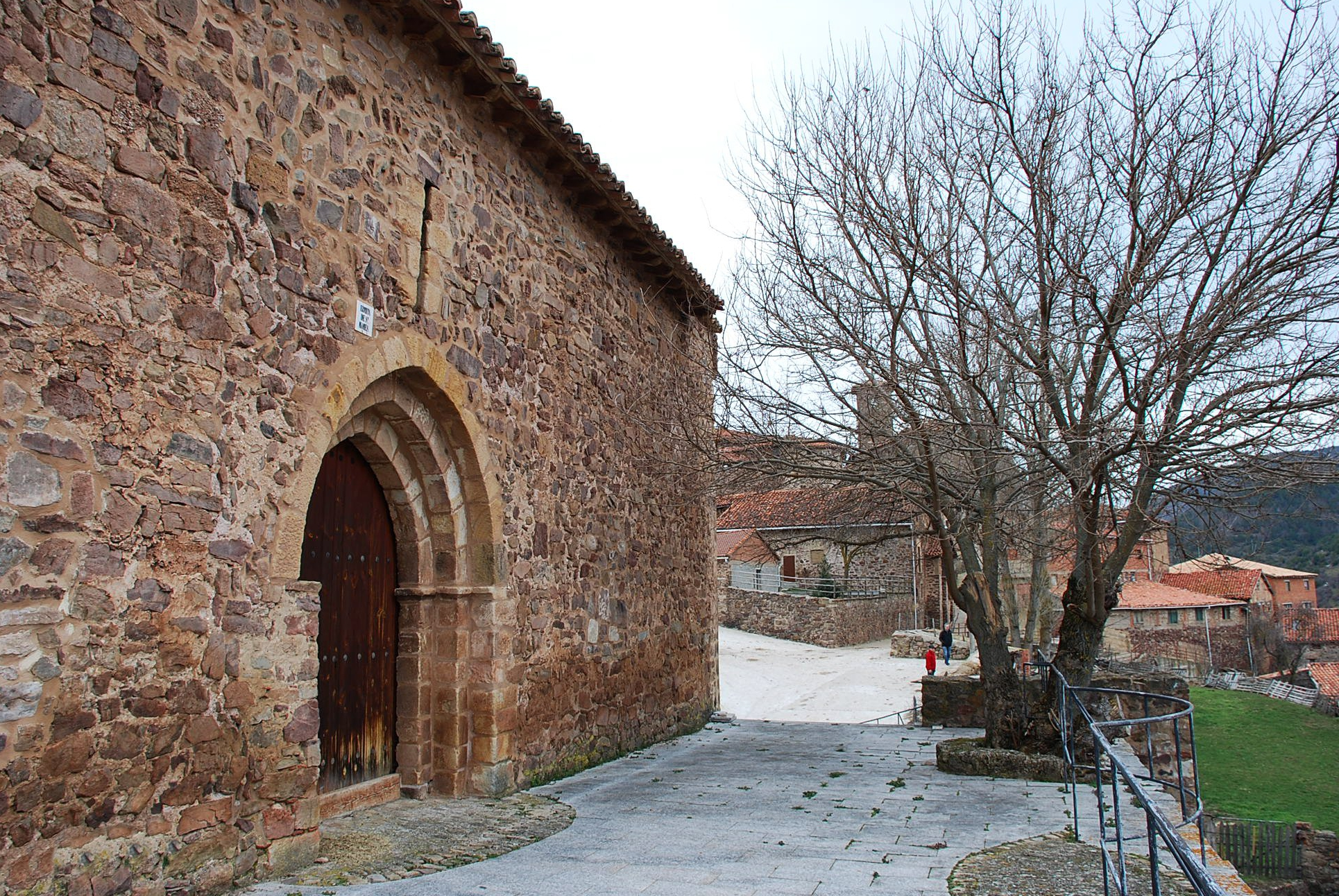
Ermita de San Mamés

- Ermita de San Mamés. Fue declarada Bien de Interés Cultural en la categoría de Monumento el 20 de abril de 1983.[6]